# Myiotheretes pernix
Gaúcho-de-santa-marta ou asa-ruiva-de-santa-marta (Myiotheretes pernix) é uma espécie de ave da família Tyrannidae.
É endémica da Colômbia.
Os seus habitats naturais são: regiões subtropicais ou tropicais húmidas de alta altitude.
Está ameaçada por perda de habitat.